# Neubergischer Stil

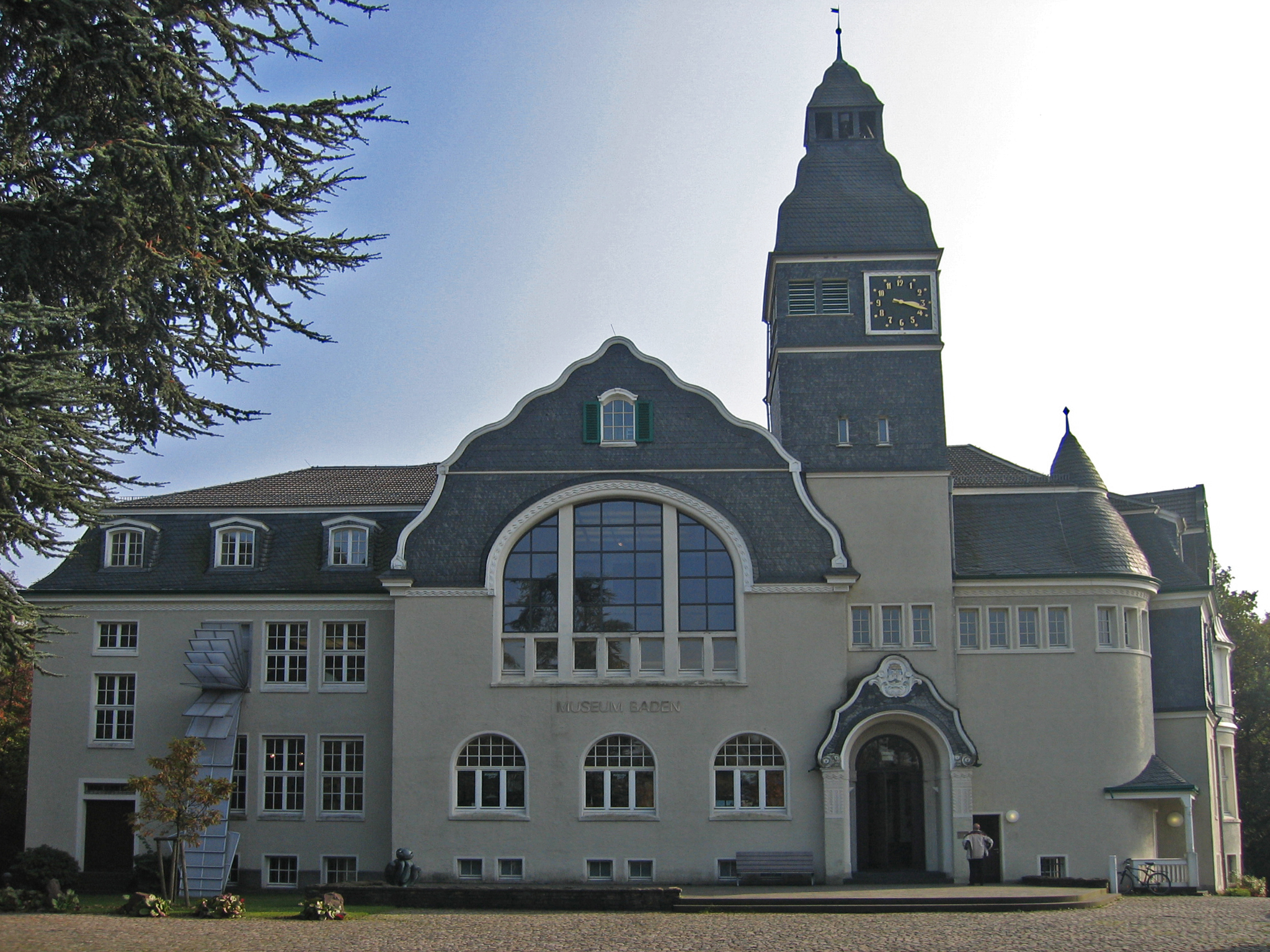
Ehemaliges Rathaus von Solingen-Gräfrath, heute Kunstmuseum Solingen mit Zentrum für verfolgte Künste

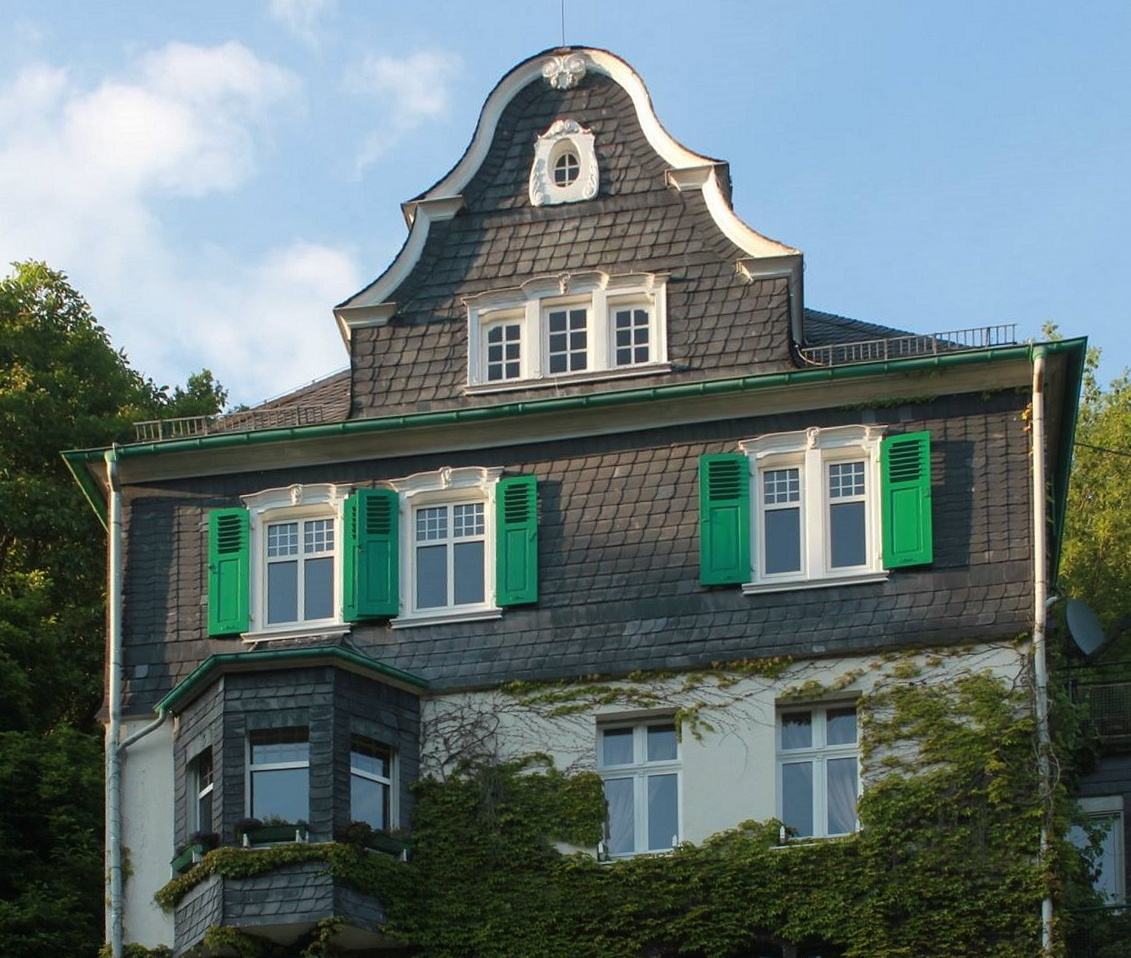
Wohnhaus im Neubergischen Stil in Solingen-Burg

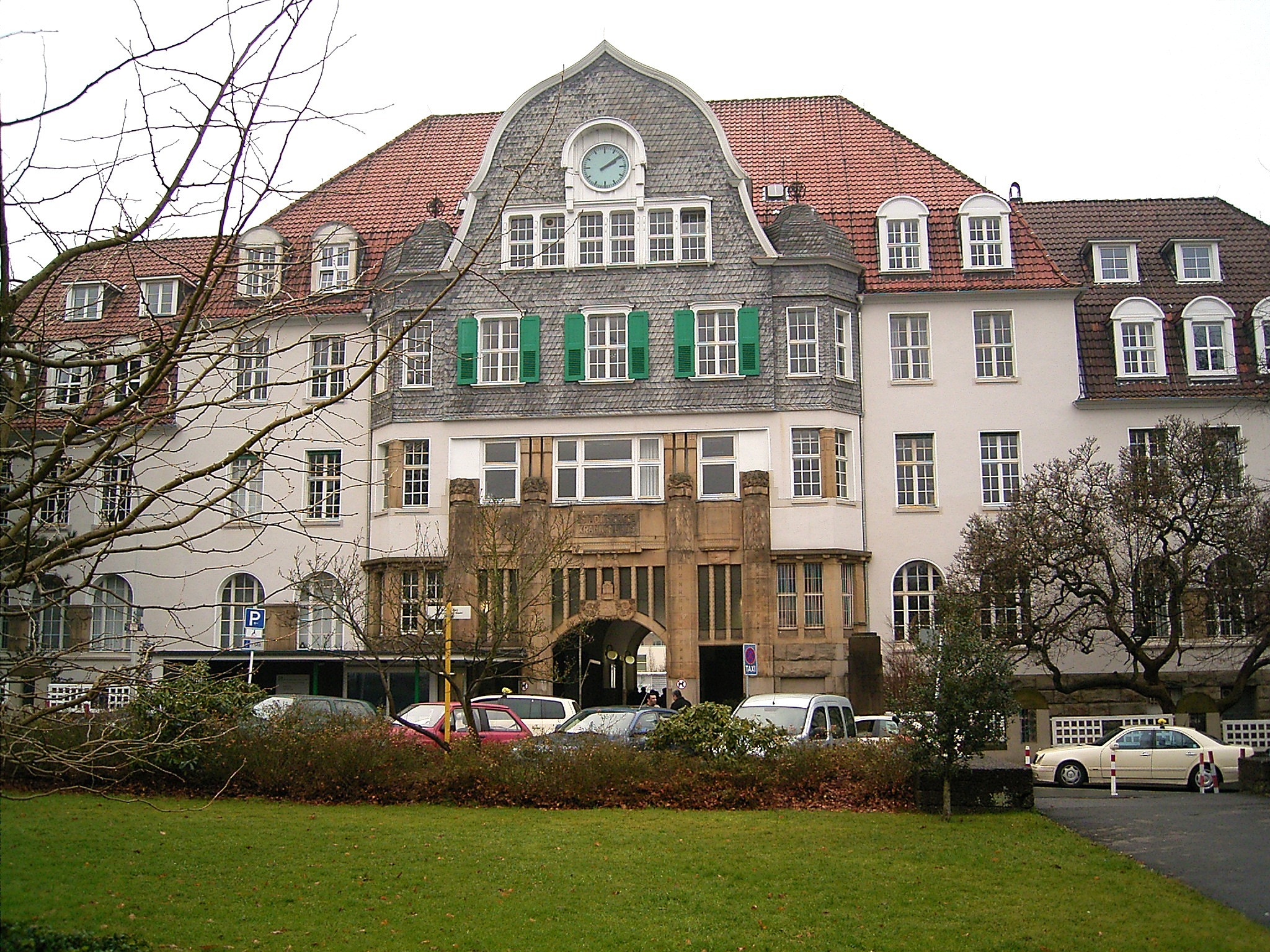
Ehemalige Städtische Krankenanstalten in Barmen (heute: Helios Universitätsklinikum)

Der Neubergische Stil ist ein im Bergischen Land und umliegenden Regionen verbreiteter Baustil aus dem Anfang des 20. Jahrhunderts. Er entstand als Folge einer Rückbesinnung auf die bergische Bautradition, vor dem Hintergrund einer im Königreich Preußen vom Gesetzgeber unterstützten Heimatschutzarchitektur.

## Geschichtliche Orientierung
Der ländlicher Bauernhaustyp, der auch in den Ortschaften in verkleinerter Form vorkam, war maßgeblich für die eher einfachen Formen dieses Baustils. Auch typisch bergische Bauten wie der Schleifkotten, Hammerkotten oder das Bleicherhaus kamen hierbei zum Zuge. Am auffälligsten war jedoch die Orientierung an den sogenannten Patrizierhäusern, mit einer Formsprache aus Barock und Rokoko.

## Typische Merkmale
Wie in der älteren bergischen Bautradition auch, beschränkt sich die Farbpalette auf die Farben Grün, Weiß und Schwarz / Schiefergrau, den sogenannten bergischen Dreiklang. Schiefer wird ausgiebig angewandt, allerdings meistens als Wandverkleidung in höheren Stockwerken oder für die typischen Mansardendächer. Die Fensterrahmen werden meistens mit kräftigen weißen Gewänden gebildet, oft besteht der Eingang aus einer Tür mit ornamentalem Oberlicht (häufig mit Vasenmotiv oder Lebensbaum). Nicht selten sieht man ein auffälliges Zwerchhaus in der Dachkonstruktion. Die Patrizierhäuser des 18. und frühen 19. Jahrhunderts inspirierten zu geschlungenen Giebellinien und schlichten Dekorationen.

### Mehrgeschossige Wohnhäuser
In den bergischen Städten mit Ausnahme der rheinischen Teile des ehemaligen Herzogtums Berg prägten die schieferbeschlagenen 2½- bis 3½-geschossigen Häuser aus dem Zeitraum 1750 bis 1850 mit Stilmerkmalen von Spätbarock, Rokoko (Bergischer Barock) und Empire maßgeblich das Ortsbild. Insbesondere dieser bürgerliche Typ wurde von Denkmalpfleger Paul Clemen 1903 gegenüber dem Bergischen Geschichtsverein als Vorbild angeregt und propagiert, da es den modernen Bedürfnissen als geeigneter erschien. Dieser Typ war aber nur noch in den Neubaugebieten am Ortsrand möglich. In den Ortskernen entstanden tatsächlich bereits Häuser in 4½- bis 5½-geschossiger Bauweise.

### Gastronomie
In der Blütezeit des neubergischen Stils und in nachfolgenden Jahrzehnten wurden „Bergische Stuben“ eingerichtet, in denen traditionelles Mobiliar gesammelt und ausgestellt wurde.

### Großbauten
Zu den Verfechtern bergischer Bauweise bei Fabrikbauten zählten Otto Schell und Friedrich Wilhelm Bredt. Da die Kommunen sich streng an die preußischen Heimatschutzrichtlinien halten mussten, wurden auch andere größere Gebäude in diesem Stil errichtet. Bis heute sind die ehemaligen Städtischen Krankenanstalten in Barmen (heute: Helios Universitätsklinikum Wuppertal) einer der größten Gebäudekomplexe in neubergischem Stil.